# 231 Nord 3.1151 à 3.1170
Les Pacific 231 Nord 3.1151 à 3.1170 sont des locomotives à vapeur à tender séparé de la compagnie des chemins de fer du Nord. En 1938, elles deviennent lors de la création de la SNCF 231 A 1 à 20.
Elles serviront de base pour le développement des Super-Pacific Nord

## Histoire
Dans les années 1910, la Compagnie du Nord cherche une locomotive de vitesse plus puissante pour le trafic voyageurs, en effet les trains qui pèsent souvent plus de 400 tonnes doivent maintenant être remorqués à plus de 100 voire 120 km/h, les 221 ou 230 ne suffisent plus.
Les ingénieurs développent donc une locomotive propre au Nord mais la compagnie décidera finalement de commander 20 machines quasiment identiques aux S12 du réseau de l'Alsace-Lorraine qui ont déjà fait leurs preuves.
Ces machines sont construites par la Société alsacienne de construction mécanique, elles sont toutes livrées en 1912.

## Utilisation et services
À leur livraison, 16 d’entre elles sont affectées au dépôt de La Chapelle et les 4 restantes à celui de Calais. Elles montrent un certain nombre de qualités malgré leur taille réduite car bien équilibrées.
On les retrouvera en tête de trains composés de voitures Rapides Nord à caisse en bois puis devant les fameuses voitures Torpilles Nord
Au cours de leur carrière, elles recevront un réchauffeur ACFI et des écrans pare-fumée.

## Tenders
Les 231 A sont équipées de divers tenders au cours de leur carrière : 
- 23 A (à 3 essieux) d'une capacité de 23 m3 d'eau et 6 tonnes de charbon. Tender d'origine.
- 31 A (à bogies) d'une capacité de 31,5 m3 d'eau et 7 tonnes de charbon. Ces tenders, d'origine prussienne, ont rapidement remplacés les 23 A.
- 34 A (à bogies) d'une capacité de 34 m3 d'eau et ?? tonnes de charbon. Ce sont des 31 A modifiés.
- 37 A (à bogies) d'une capacité de 35 m3 puis 37 m3 d'eau et 9 tonnes de charbon. Ils remplacent les 31 A et 34 A à partir de 1928.

## Livrées
Les Pacific sortent d'usine dans la livrée des machines compound du réseau Nord, c'est-à-dire marron chocolat à filets jaunes avec traverses rouges.
Le numéro de la machine sur la traverse de tête est en relief, chaque chiffre étant vissé. Il en sera de même pour les lettres Nord qui orneront les futurs pare-fumée. Tandis que les marquages apposés sur les flancs de cabine (plaques constructeur) et couvre-roues (numéro de machine et compagnie) sont sur des plaques ovales à fond rouge. À noter, les plaques supportant les numéros de la machine sont des trappes de visite.
Après la nationalisation de 1938, la livrée appliquée progressivement est le classique vert extérieur 306 (un vert sombre tirant sur le noir avec le temps) et noir. Elles n'auront pas de plaques mais des marquages peints, habituels à la région Nord SNCF. 
Durant toute leur carrière, elles garderont des filets jaunes encadrant les cercles de chaudière.

## Modélisme
Les 231 A ont été reproduites à l'échelle HO par le fabricant anglais DJH Model Loco, sous forme de kit à monter (principalement en métal blanc). La locomotive est accouplée avec un tender 37A.